# بادپر سنجابی
بادپر سنجابی (نام علمی: Petaurus norfolcensis) نام یک گونه از سرده بادپرکیسه‌دارها است.